# Billezois
Billezois (okzitanisch Bilhasés) ist eine französische Gemeinde mit 361 Einwohnern (Stand 1. Januar 2022) im Département Allier in der Region Auvergne-Rhône-Alpes (bis 2015 Auvergne). Sie gehört zum Arrondissement Vichy und zum Kanton Lapalisse. Die Bewohner werden Billezoissiens genannt.

## Geographie
Billezois liegt etwa 18 Kilometer nordöstlich von Vichy. Nachbargemeinden von Billezois sind Périgny im Nordwesten und Norden, Lapalisse im Nordosten, Saint-Prix im Nordosten und Osten, Saint-Christophe im Osten und Süden, Saint-Étienne-de-Vicq im Südwesten sowie Magnet im Westen.

## Bevölkerungsentwicklung
| Jahr                       | 1962 | 1968 | 1975 | 1982 | 1990 | 1999 | 2006 | 2016 | 2022 |
| Einwohner                  | 363  | 306  | 292  | 297  | 345  | 346  | 363  | 377  | 361  |
| Quellen: Cassini und INSEE |      |      |      |      |      |      |      |      |      |

## Sehenswürdigkeiten
- Kirche Saint-Roch aus dem 19. Jahrhundert

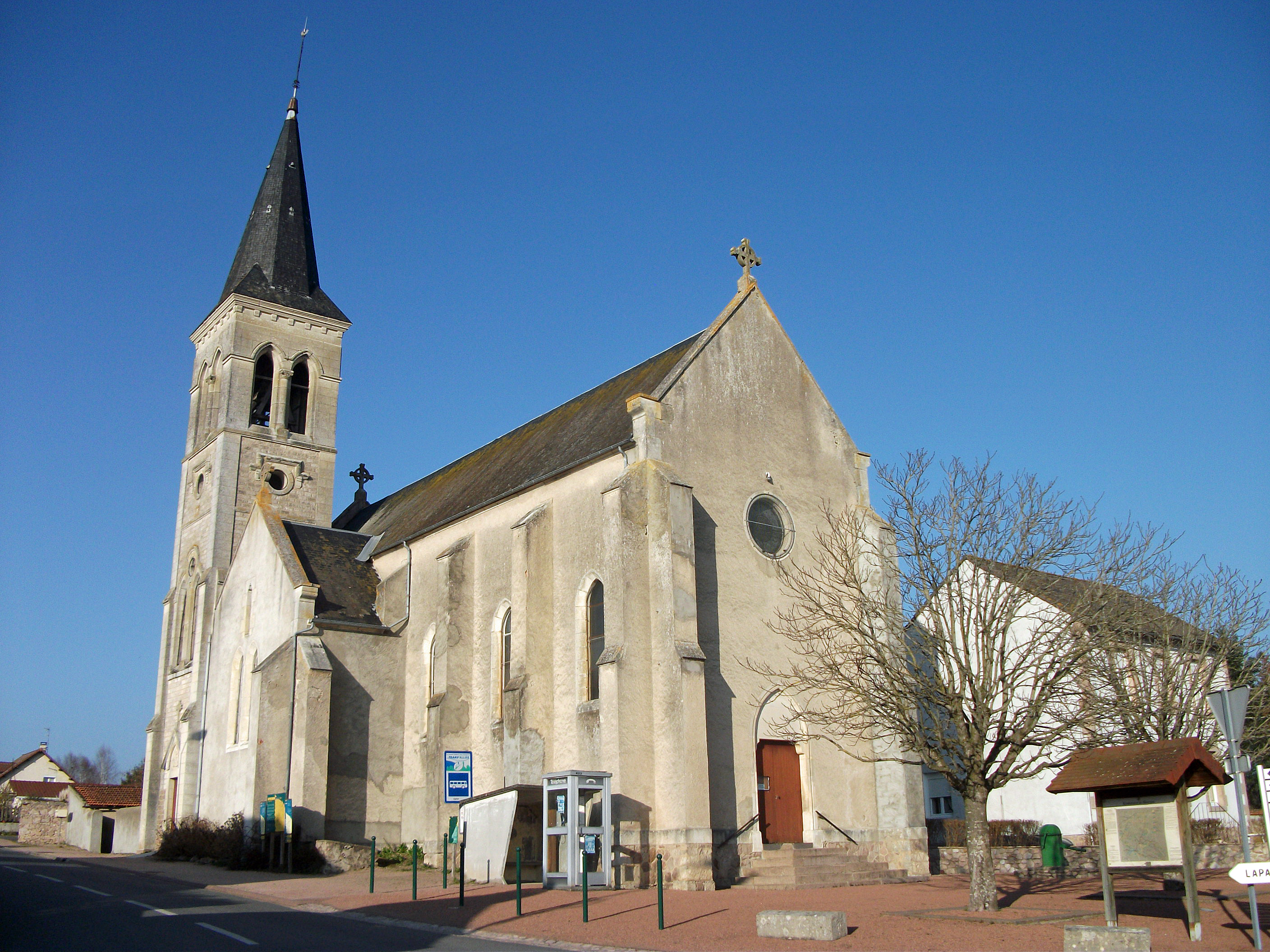
Kirche Saint-Roch

- Schloss Les Gérauds